# Marie-Cathérine Schumann

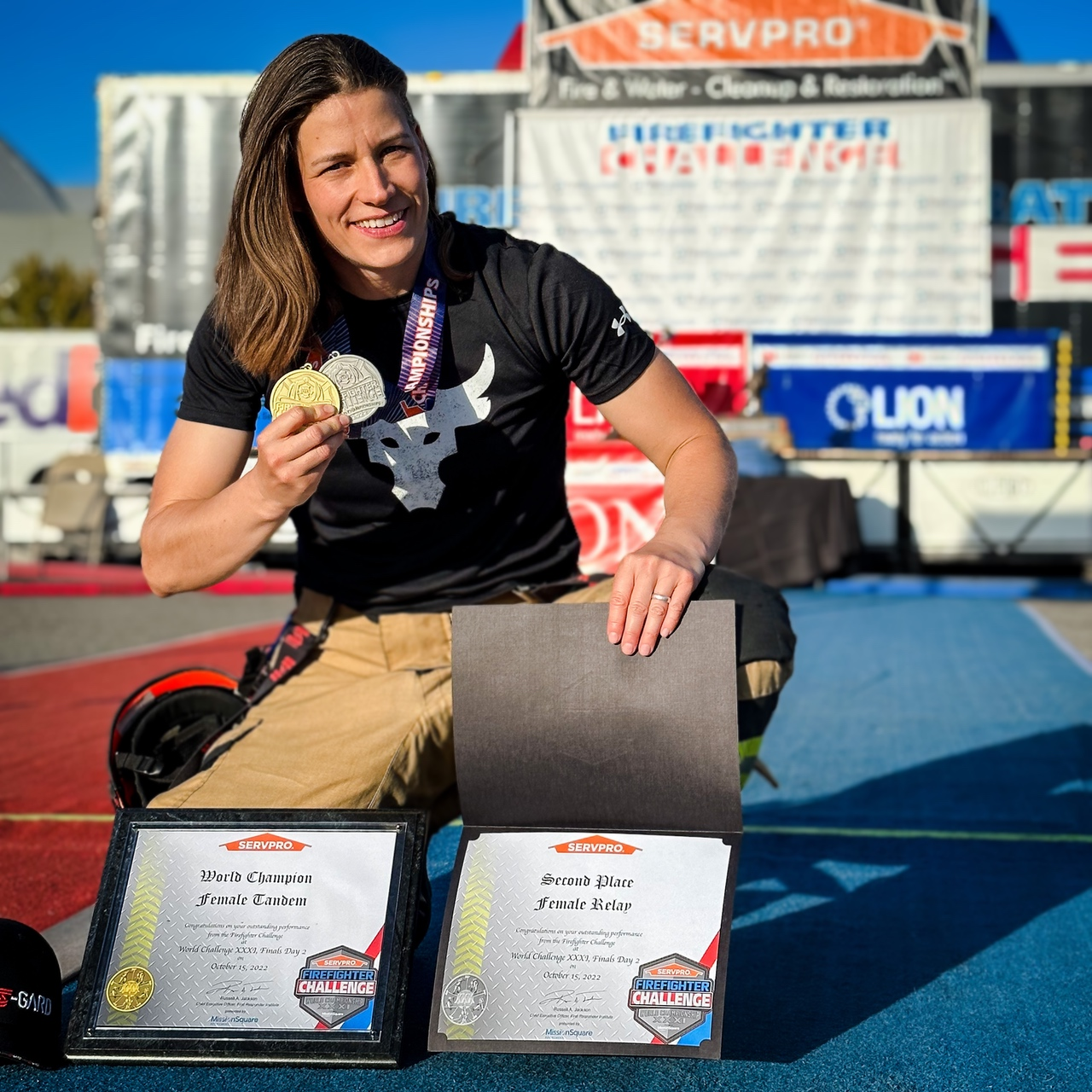
Marie-Cathérine Schumann zeigt ihre Medaillen bei den Firefighter Challenge Worlds XXXI

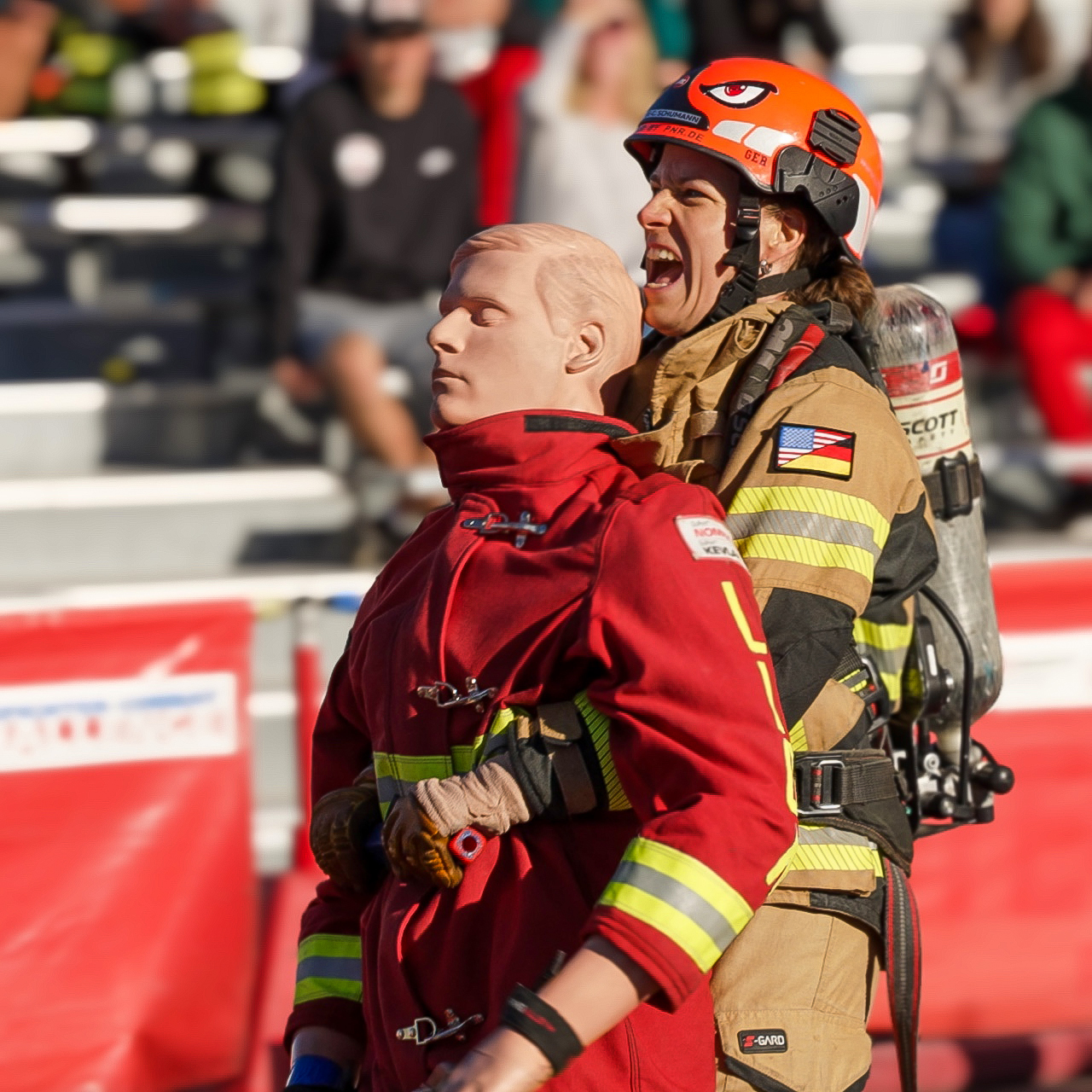
Marie-Cathérine Schumann beim Ziehen eines 80 Kilogramm schweren Dummys bei den Firefighter Challenge Worlds XXXI

Marie-Cathérine Schumann (* 1983 in Leipzig) ist eine deutsche Anästhesistin, Intensivmedizinerin, Notärztin, Feuerwehrfrau und Feuerwehrsportlerin.

## Leben
Schumann wuchs in Leipzig auf. Nach dem Abitur studierte sie von 2002 bis 2008 Humanmedizin an der Universität Leipzig. Nach ihrer Approbation arbeitete sie ab 2009 als Assistenzärztin im Klinikum St. Georg Leipzig. 2013 wechselte sie ins Vivantes Klinikum Neukölln, wo sie als Fachärztin für Anästhesiologie angestellt war und im Rahmen dieser Tätigkeit auch als Notärztin bei der Berliner Feuerwehr eingesetzt wurde. Seit 2021 ist sie im St. Joseph Krankenhaus Berlin angestellt, das sie zunächst für ein Jahr der Berliner Feuerwehr überließ, wo sie im Rahmen eines Pilotprojekts als »Senior Emergency Medical Service Physician« (Notärztin und Telenotärztin) tätig war.
Daneben arbeitet Schumann als freiberufliche Notärztin und Fachberaterin. In ihrer Freizeit engagiert sie sich in der Freiwilligen Feuerwehr, bei der sie als Stellvertretende Ortswehrführerin tätig ist und sich zur Zugführerin qualifiziert hat. Einer breiteren Öffentlichkeit wurde Schumann wegen ihrer Erfolge als Feuerwehrsportlerin und durch verschiedene Fernsehauftritte bekannt.
Marie-Cathérine Schumann lebt mit ihrem Lebensgefährten im Potsdamer Ortsteil Groß Glienicke.

## Sportliche Erfolge
- 2018: 2. Platz (Frauen), 5. Bavarian Firefighter Combat Challenge[3]
- 2019: 2. Platz (Frauen), 1. Altmark-Firefighter-Cup[4]
- 2019: 3. Platz (Frauen), FireFit Rodgau[5]
- 2019: 1. Platz (Mixed-Staffel), FireFit Rodgau
- 2019: 3. Platz (Frauen), Austrian Firefighter Combat Challenge[6]
- 2019: 1. Platz (Frauen, 30), 13. Berlin Firefighter Combat Challenge
- 2019: 1. Platz (Frauen, Tandem), 13. Berlin Firefighter Combat Challenge
- 2019: 2. Platz (Frauen, 30), Mosel Firefighter Combat Challenge[7]
- 2019: 2. Platz (Frauen, Tandem), Mosel Firefighter Combat Challenge
- 2019: 2. Platz (Frauen), FireFit Höver
- 2019: 1. Platz (Frauen), Titel „Härteste Feuerwehrfrau Deutschlands“, Hamburg Firefighter Games[8]
- 2019: Vize-Europameisterin (Staffel, Frauen), Firefighter Combat Challenge European Championships
- 2019: 5. Platz (Frauen), Firefighter Combat Challenge European Championships
- 2019: Aufnahme in den „Lion’s Den“, XXVII Firefighter Combat Challenge World Championships[9]
- 2019: 3. Platz (Frauen, Staffel); XXVII Firefighter Combat Challenge World Championships
- 2020: 1. Platz (Frauen), 14. Berlin Firefighter Combat Challenge – Corona Edition[10]
- 2021: Vize-Europameisterin (Frauen), FireFit European Championships
- 2021: Europameisterin (Frauen, Tandem), FireFit European Championships
- 2021: 1. Platz (Frauen), Toughest Firefighter Challenge Szczecin (Polen) – Beach Edition (Kolobrzeg)[11]
- 2021: 1. Platz (Frauen, Einzel), FireFit Europe, Pfalzen, Südtirol[12]
- 2021: 1. Platz (Tandem Mix), FireFit Europe, Pfalzen, Südtirol[13]
- 2021: 1. Platz (Frauen), British Firefighter Challenge[14]
- 2021: 1. Platz (Frauen), FireFit Europe, Gardelegen
- 2022: Europameisterin (Frauen), Toughest Firefighter Alive[15]
- 2022: Europameisterin (Frauen, Ü30), FireFit European Championships[16]
- 2022: 1. Platz (Frauen), 7. Firefighter Combat Challenge Mosel[17]
- 2022: 1. Platz (Frauen), British Firefighter Challenge[18]
- 2022: 1. Platz (Frauen), Titel „Härteste Feuerwehrfrau Deutschlands“, Hamburg Firefighter Games[19]
- 2022: 1. Platz (Frauen), 16. Berlin Firefighter Combat Challenge[20]
- 2022: 1. Platz (Frauen), Firefighter Combat Challenge Telč[21]
- 2022: 1. Platz (Frauen), Firefighter Combat Challenge Austria[22]
- 2022: Weltmeisterin (Tandem, Frauen), Firefighter Challenge Worlds XXXI[23]
- 2022: Vize-Weltmeisterin (Staffel, Frauen), Firefighter Challenge Worlds XXXI[24]
- 2022: 4. Platz (Frauen, Einzel), Firefighter Challenge Worlds XXXI
- 2022: 1. Platz (Frauen, Stairrun), Aramco Firefighter Challenge 2022
- 2023: 1. Platz (Frauen, Einzel), 8. Mosel Firefighter Challenge[25]
- 2023: 1. Platz (Frauen, Einzel), 2. Firefighter Combat Challenge Mergel-Höver[25]
- 2023: 1. Platz (Frauen, Tandem), FireFit World Championships[26]
- 2023: 1. Platz (Staffel Mix), FireFit World Championships[26]

## Auszeichnungen
- 2020: Verdienstorden des Landes Brandenburg[27]